# 凯斯·安德鲁斯
凯斯·约瑟夫·安德鲁斯（英語：Keith Joseph Andrews，1980年9月13日—）是一名爱尔兰足球运动员，司职防守型中场。他是爱尔兰国家足球队的成员。

## 俱乐部生涯
安德鲁斯在狼队开始足球生涯。2000年3月18日，他在狼队2比1击败斯温登的比赛中出场，上演职业生涯首秀。2000/01赛季，在赛季中成为狼队主教练，在他的麾下，安德鲁斯成为球队的常规出场球员。之后他被短期租借到牛津联，并在和斯旺西城的比赛射进职业生涯的首个进球。安德鲁斯回到狼队后，在赛季的最后一轮和女王公园巡游者的比赛中担任球队队长，年仅21岁的安德鲁斯由此成为狼队建队史上最年轻的队长。赛季结束后，安德鲁斯和狼队签订一份为期四年的新合同。但是之后球队签入数名中场球员，安德鲁斯只能在之后的两个赛季都坐在替补席上。2003/04赛季，为了得到更多的出场时间，他被先后租借到斯托克城和沃尔索尔。在两段租借期之间，他曾代表狼队在和纽卡斯尔联出场，第一次亮相英超联赛。2004/05赛季，安德鲁斯从沃尔索尔回归已经降回英冠联赛的狼队，他获得更多的出场机会，但赛季结束后他还是决定转会加盟赫尔城。安德鲁斯在赫尔城的开局不顺，在第二次亮相对阵老东家狼队的比赛中受伤下场，伤停近四个月，直到2005年12月才回归赛场。
在赫尔城效力仅一个赛季后，安德鲁斯转会加盟英乙球队米尔顿凯恩斯。他在2006/07赛季帮助球队打入升级附加赛，虽然在附加赛半决赛对阵谢斯伯利射进一球，但最终米尔顿凯恩斯两回合累计1比2不敌对手，无缘升级。2007/08赛季，安德鲁斯的狼队前队友成为米尔顿凯恩斯主教练，并取得巨大成功。安德鲁斯在2008年4月19日和斯托克港的比赛中射进制胜一球，帮助米尔顿凯恩斯升级到英甲联赛，而在温布利球场进行的联赛锦标决赛中，他利用点球首开纪录，帮助米尔顿凯恩斯最终2比0击败格林斯比获得冠军。赛季结束后，他被投票入选赛季英乙联赛最佳阵容，并同时获得联赛最佳球员的称号。在足球杂志《442》的评选中，他在该赛季英格兰足球联赛50大球员中排名第38，也是英乙联赛排名最靠前的一位。
安德鲁斯的精彩表现使他受到很多英超和英冠球队的注意。2008/09赛季，在代表米尔顿凯恩斯在正式比赛中出场2次后，他在8月28日被卖到英超球队布莱克本流浪者。双方签订一份为期三年的合同，根据他在新赛季的表现，这次交易的最高价格可以达到100万英镑。8月30日，安德鲁斯在布莱克本流浪者客场1比4不敌西汉姆联的比赛中替补出场，第一次代表球队亮相。他在布莱克本流浪者和西布罗姆维奇比赛的伤停补时阶段射进加盟球队的第一球，帮助球队2比2战平对手。因为布莱克本流浪者中场位置的主力球员遭受伤病困扰，安德鲁斯在后腰位置上赢得大量出场机会。2009年7月，他和布莱克本流浪者续约4年到2003年6月30日。但他在布莱克本流浪者的第三个赛季（即2010/11赛季），由于受伤，他仅在所有正式比赛中为球队出场6次，其中联赛出场5次。
2011年8月12日，失去球队位置的安德鲁斯同意租借到英冠球队伊普斯维奇城半年。租借合同中包括伊普斯维奇可以在租借期满后启用买断球员的条款。一天后，他在伊普斯维奇0比1不敌赫尔城的比赛中第一次代表伊普斯维奇出场，3天后在对阵南安普敦的比赛中射入加盟球员首球。之后他又在和彼得伯勒联和利兹联的比赛中取得进球。由于安德鲁斯在伊普斯维奇表现出色，布莱克本流浪者主教练的暗示他将在2012年1月回归球队。而伊普斯维奇城主教练也表示要启用买断条约。在接受采访时，安德鲁斯表示他特别不喜欢布莱克本流浪者和史蒂夫·基恩对待他的方式。
2012年1月31日，在冬季转会窗关闭的当天，安德鲁斯和英超球队西布罗姆维奇签约半年。2月12日，他在和狼队的比赛射进加盟球队的首球。赛季结束后，他并没有和西布罗姆维奇续约，成为自由身球员。6月29日，刚刚降级到英冠联赛的博尔顿宣布和安德鲁斯签约三年。8月18日，他在2012/13赛季英冠第一轮博尔顿客场0比2不敌伯恩利的比赛中首次代表球队出场。
2013年8月10日，英冠球會布莱顿從博尔顿借用安德鲁斯一個球季。

## 国家队生涯

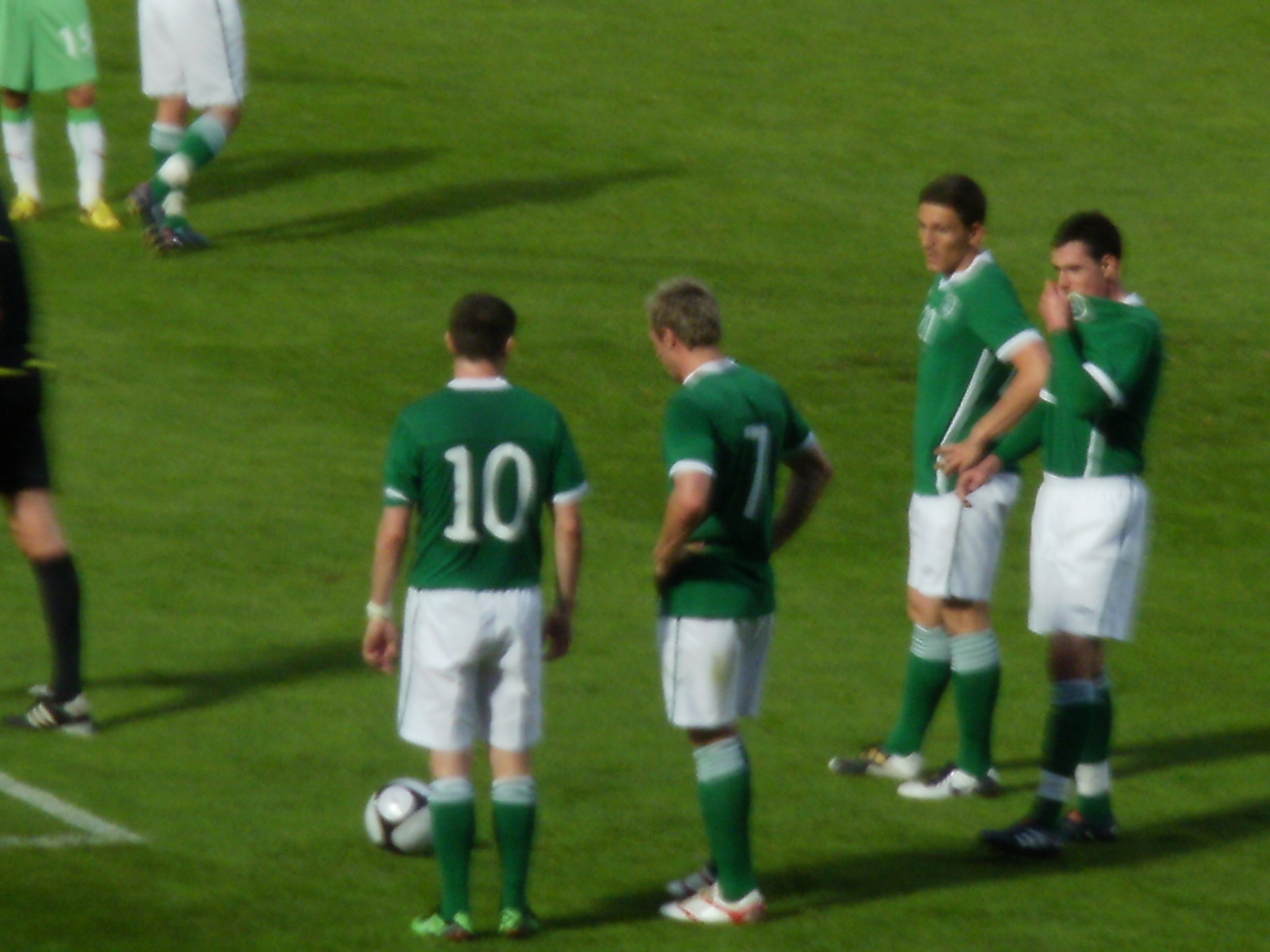
凯斯·安德鲁斯（20号）在2010年对阵阿尔及利亚的友谊赛中

2008年11月19日，安德鲁斯在爱尔兰主场对阵波兰的国际友谊赛下半场替补出场，首次代表国家队亮相。他在比赛中射进加盟国家队的首个进球，帮助爱尔兰3比2击败对手。
2012年5月，安德鲁斯入选爱尔兰国家足球队参加2012年欧洲足球锦标赛的名单。他参加爱尔兰的所有三场小组赛比赛，并在最后一场对阵意大利的比赛中被罚下场。

## 荣誉

### 俱乐部
米尔顿凯恩斯
- 英格兰足球乙级联赛：2007/08
- 英格兰联赛锦标：2007/08

### 国家队
爱尔兰
- ：2011

### 个人
- 英格兰足球乙级联赛最佳球员：2007/08
- 英格兰足球乙级联赛最佳阵容：2007/08